# Stenolophus rotundatus
Stenolophus rotundatus är en skalbaggsart som beskrevs av Leconte 1863. Stenolophus rotundatus ingår i släktet Stenolophus och familjen jordlöpare. Inga underarter finns listade i Catalogue of Life.